# Dominik z Nisy
Dominik z Nisy OFM (1588 ?-1650, též Dominik z Nysy, latinsky Dominicus Nissensis nebo Dominicus Germanus de Silesia byl původem slezský františkán - observant, orientalista, jazykovědec, misionář a teolog. Podle přídomku „Germanus“ mu byla rodnou řečí němčina, skrze studia a zahraniční pobyty se však osvojil celou řadi evropských a asijských jazyků. Údajně ovládal latinu, španělštinu, francouzštinu, italštinu, hebrejštinu, řeč chaldejskou, syrskou, perštinu, tatarštinu, hindštinu a navíc též čínštinu a japonštinu. Podle svého přídomku ve jménu pocházel ze slezské Nisy, podle jiného pramene se ale narodil se v roce 1588 ve Vratislavi, kde také vstoupil do františkánského řádu. Jako řada soudobých františkánů viděl své povolání v šíření katolického křesťanství, a to ve formě aktivit proti nekatolickým okruhům v Evropě a misijní činnosti jinde. Jako i ostatní mimoevropští misionáři katolické církve, české františkány Remedia Prutkého nebo Kristiána Schneidera v tom nevyjímaje, musel se nejprve připravit na misie studijním pobytem v Římě. Na rozdíl od ostatních františkánských misionářů však nestudoval v apeninské metropoli jako vyslanec české řádové provincie sv. Václava, ale do římské františkánské provincie přestoupil. Posléze se mu jeho touhu podařilo naplnit a byl vyslán jako misionář na Blízký východ a snad dále do Asie. Během své misijní cesty údajně navštívil východní Indii, Persii, nebo tatarskou říši.
Zda jeho misie byla z katolického pohledu úspěšná a „mnoho nevěřících k pravé víře přivedl“, jak uvádí pozdější řádová historiografie, by mělo být potvrzeno ještě z dalších pramenů. Rozhodně však úspěšně využil svého asijského pobytu k zdokonalení svých jazykových znalostí, v nichž následně vynikal. Po této zřejmě delší misijní cestě po Asii se vrátil do Říma, kde byl ustanoven lektorem a následně profesorem arabštiny na Papežské koleji sv. apoštola Petra (S. Petri in Monte) a vzděláváním připravoval další zájemce na misijní působení. Kromě jazyků mu byla svěřena také výuka kontroversistiky užitečné v polemikách s jinými křesťanskými vyznáními. Během toho učitelského působení zpracoval objemnou učebnici Fabrica linguae Arabicae vydanou v Kongregací pro šíření víry (Propaganda) v Římě. Titul vyšel ve dvou verzích, nejprve stručnější kapesní podobě učebnice pro misionáře v roce 1636. Pro zřejmý úspěch titulu vydává Kongregace Propagandy titul podruhé, nyní již obsahující více než tisíc stran a doplněná o arabsko-italsko/latinský frazeologický slovník. Druhá verze učebnice se slovníkem byla s velkou pravděpodobností dle dokumentů Kongregace pro šíření víry užívána k přípravě františkánských studentů v římské koleji San Pietro in Monte Aureo (Montorio) na budoucí misijní poslání. Bratr Dominik byl rovněž velkým znalcem a překladatelem Koránu.
Když ukončil své lektorské působení v Říme, byl Dominik z Nisy ustanoven apoštolským legátem (vyslancem) v tatarské říši. Když i tento úkol výborně („cum laude“) zvládl, pokračovala jeho životní cesta do Španělska. Španělský král Filip IV. totiž o Dominikovu službu požádal generálního ministra františkánského řádu a ten jej ke králi vyslal. Filip IV. ustanovil bratra Dominika knihovníkem ve své královské bibliotéce v El Escorial. V ní se tehdy údajně nacházelo 3000 arabských rukopisů a Dominikovi bylo svěřeno jejich utřídění a zpracování. K plné králově spokojenosti je údajně uvedl do dokonalého pořádku. V El Escorial již Dominik z Nisy zůstal až do své smrti v místním františkánském konventu v roce 1650.